# Batalla de Padierna
La batalla de Padierna (también llamada batalla de Contreras) se libró al amanecer del 19 de agosto y culminó en la madrugada del 20 de agosto de 1847, en las afueras de la Ciudad de México, en Padierna, entre el barrio de San Ángel, Contreras y Tlalpan (actualmente en la zona comprendida entre San Jerónimo, la Colonia Héroes de Padierna, la Presa de Anzaldo en periférico, y la zona "Placid Gardens" en la Ciudad de México). La creencia popular suele considerar esta batalla como menor, y combatida de manera absurda por los mexicanos, incluso llena de traiciones y rencillas, sin embargo, grande fue la valentía y el arrojo de los combatientes directos, y fue una batalla que de haber sido estratégicamente cimentada, pudo haber cambiado significativamente el curso de la historia de la invasión estadounidense.[cita requerida] Los batallones formaban parte de los restos de la División del Norte (al mando del General Gabriel Valencia), la caballería de Guanajuato, las fuerzas del General Frontera (muerto en batalla), la guerrilla de Reina (oriundo del pueblo de Contreras), y el refuerzo del General Pérez. Gabriel Valencia, desobedeciendo la orden de esperar a los estadounidenses en San Ángel, se adelantó con su ejército a Padierna.
El ejército invasor era el del general Winfield Scott durante la invasión conocida como Intervención estadounidense en México. Fue la primera batalla de Scott en el Valle de México, a la postre este mismo general estadounidense tomaría la capital del país para el Ejército estadounidense.

## Desarrollo de la batalla
El general Scott, quien, después de la victoria en la batalla de Cerro Gordo y la ocupación de Puebla el 15 de mayo, había entrado al Valle de México para tomar la capital, decidió rodear las defensas del Peñón y atacar desde el sur, zona que no había sido fortificada porque esa ruta a la ciudad se consideraba impasable y por tanto estaba  ligeramente defendida. 
El 19 de agosto y dirigiendo las operaciones con vista estratégica desde el cerro Zacatépetl, pudo hacer pasar sus piezas de artillería entre la roca volcánica de "El Pedregal", resto de la erupción del Xitle, tomando el Rancho de Anzaldo y logrando flanquear a los mexicanos, con lo que pudo desplazarse hacia la estratégica posición que daban los Bosques de San Jerónimo, desde donde divisaban las posiciones de los norteamericanos y que, en caso de que estos atacasen, entonces los mexicanos tenían forma de escapar, de retirarse. 
Así que cuando el general Valencia observó el avance estadounidense hacia San Jerónimo, ordenó que se hiciesen dos ataques, el primero lo llevaría a cabo el regimiento de Guanajuato, mientras que el segundo lo realizaría la caballería de Torrejón, en esta embestida  perdió la vida el valiente general Frontera. Pero la posición de los norteamericanos resistió protegida por la arboleda, con lo cual rechazaron a los mexicanos, que fueron diezmados porque atacaron sin una estrategia definida.
Mientras tanto, la lucha por la posesión del Rancho de Padierna que estaba más abajo del rancho de Anzaldo fue encarnizada, en ella los estadounidenses cañonearon a las fuerzas de Valencia y tomaron el Rancho de Padierna... pero luego, aprovechando la obscuridad de la noche, los mexicanos retomaron el sitio atacando en silencio a bayoneta calada, aunque tuvieron pérdidas humanas importantes.
El General Antonio López de Santa Anna, en ese entonces general supremo y presidente de la República Mexicana, en una actitud que ha sido considerada como de traición, pero argumentando que el camino no era el adecuado para transportar sus fuerzas (de Lomas del Toro a Padierna se atravesaban barrancos y zonas por donde la artillería pesada era imposible de transportar, aunque como hizo, la caballería pudo ser enviada), dejó Padierna y se dirigió a San Ángel, no sin antes mandar el apoyo por Lomas del Toro, a cargo del General Pérez, lo cual dio ánimos de triunfo momentáneos al ejército de Valencia. 
Al anochecer de ese día 19 de agosto, había ordenado a Valencia, que estaba a cargo de la División del Norte, no presentar batalla en el desventajoso terreno del Pedregal y el desprotegido Rancho Padierna, y retirarse a San Ángel, pero el general Valencia, enfurecido por no haber recibido el apoyo directo del ejército de Santa Anna durante el día de la batalla, hizo caso omiso de la orden y desplegó su fuerza en Padierna al amanecer del día 20.
Cuando los estadounidenses atacaron a la maltrecha División del Norte con tres divisiones, Valencia no creyó posible un ataque por el Pedregal y no respondió con la rapidez y pericia necesarias, aunado al hecho de que las municiones mexicanas habían sido inutilizadas por la lluvia pertinaz de la noche. Santa Anna, aunque la derrota era ya inminente, se quedó observando la batalla desde San Ángel sin brindar ningún apoyo a las tropas empeñadas en combate. Valencia logró escapar del cerco por el camino de Toluca y no se reunió con el resto del ejército tras ser advertido por una persona de que Santa Anna pensaba fusilarlo por desobedecerlo. Más tarde regresaría a la capital y murió defendiendo el Palacio Nacional al dar una carga a la bayoneta junto a 50 soldados más, que también fueron acribillados.
Las pérdidas fueron 700 muertos, 1,224 heridos y 843 capturados. También se perdieron 22 piezas de artillería, la mitad de gran calibre y un gran depósito de pólvora junto con gran cantidad de balas de cañón. 
Cabe resaltarse que la artillería capturada sería utilizada contra las posiciones mexicanas en la Molino del Rey y Chapultepec.
Roa Bárcena (Recuerdos de la Invasión Estadounidense) refiere: 

«"Yo creo que el plan defensivo de Santa Anna era bueno, y que su ejecución habría salvado a la capital; pero creo también que el auxilio eficaz… de Santa Anna a Valencia en los campos de Padierna, habría impedido nuestra derrota, determinado un triunfo, y dado muy diverso y favorable curso a la campaña. ¿Hasta qué punto las malas pasiones… se mezclaron en los cálculos y determinaciones de esos dos jefes que en las primeras horas de una mañana nublada y triste como el porvenir de México, marchaban en direcciones opuestas, ceñudo el rostro y ardiendo el pecho en indignación y odio mutuo, al ver cada cual deshechos por su enemigo sus propios sueños de victoria? 

¿Creyó realmente Valencia que de la defensa del punto por él fortificado dependía la salvación de la plaza? ¿Juzgó sinceramente Santa Anna que no podía ayudarle sin exponer la suerte de sus tropas de reserva, y que, supuesta la fatal necesidad de la destrucción del cuerpo del ejército del Norte, su deber como general en jefe consistía, ante todo, en salvar los demás elementos defensivos de la ciudad? ¿Qué parte de responsabilidad cupo a cada uno, dado que los dos la tuvieron, en tan horrible y sangrienta catástrofe que comprometía, acaso para siempre, los destinos de la patria?...»

## Resumen de movimientos tácticos
19 de Ago a 20 de Ago 1847
(mx) Ejército mexicano'
(na) Ejército invasor estadounidense
- (na) Los estadounidenses se sitúan en el monte Zacatépetl desde donde parten dos divisiones, una hacia el pedregal (A) y otra hacia Rancho Padierna (B).
- Valencia sitúa sus fuerzas al oeste de Rancho Padierna (mxA), sobre cerro Pelón Cuauhtitla, y una pequeña guarnición en Rancho Anzaldo (mxB).
- La división (naB) conquista Rancho Padierna y la división (mxB) es retirada de Anzaldo para reforzar Padierna.
- La división (naA) escondida en Pedregal, toma Anzaldo e incursiona por el Bosque de San Jerónimo rodeando a Valencia (mxA y mxB).
- La guerrilla de Reina (mxC) cubre las alturas de San Jerónimo.
- Las fuerzas de Santa Anna (mxD) observan desde lo alto de Lomas del toro y envían la división del general Pérez a rodear San Jerónimo (mxE).
- (na) comienza la retirada
- Valencia manda la caballería y zapadores de Torrejón y Frontera, pertenecientes a la división (mxA) en escaramuzas sangrientas.
- (mxD) se retira a San Ángel y solicita la retirada de (mxA, mxB, mxC, mxE).
- Valencia reagrupa sus fuerzas en Rancho Padierna reconquistándolo y es atacado por (naA y naB) en la madrugada del 20 provocando la derrota.

## Errores en batalla del ejército Mexicano (según algunos datos que describe Heriberto Frías)
- Ocupar una posición estratégica desfavorable (en Cerro del Pelón Cuahutitla, hoy Héroes de Padierna), dado que al frente se tenían maizales (por donde los estadounidenses dispararían amparados por ellos), a las espaldas montañas escabrosas que impedirían la posible retirada y quedar a la vista elevada de Scott desde el cerro del Zacatepetl.
- Habiendo colocado baterías en el Rancho de Anzaldo (construcción firme y vigorosa), haberlos llevado como refuerzo a Padierna luego de los primeros ataques, dejando descubierto el paso de los estadounidenses para tomar Anzaldo y luego ascender a los Bosques de San Jerónimo cerrando los flancos mexicanos.
- No haber colocado Baterías importantes en el Bosque de San Jerónimo.
- Enviar sin apoyo al Regimiento de Guanajuato para cortar el avance estadounidense en San Jerónimo, quienes ya protegidos, diezmaron el ataque.
- Volver a enviar en escaramuza a la caballería de Torrejón nuevamente a San Jerónimo, resultando seriamente mermada y perdiendo al General Frontera.
- Luego del apoyo enviado por Santa Anna a través de Lomas del Toro y a cargo del General Pérez, la inmovilidad de Santa Anna bajo pretexto de condiciones de terreno, aun cuando Scott al verlo planteaba la retirada. Hecho que fue percibido por las fuerzas en combate como de traición.
- Luego de haber quedado rodeado Valencia, no acatar la orden de Santa Anna de retirada, antes de la madrugada del día 20.
- Por parte de Santa Anna, haber dejado a su suerte al General Valencia.
- Especialmente, que el general Valencia no haya acatado la orden de Santa Anna sobre la retirada estratégica ante la pertinaz lluvia que azotaría por la noche y que mojó las baterías mexicanas, inutilizándolas prácticamente ante el ataque estadounidense de la madrugada del día 20 y que culminó con la derrota en la batalla.

## Aciertos estratégicos de los estadounidenses
- Fijar su punto de observación en el cerro de Zacatepetl, puesto a mayor altura que la disposición del ejército comandado por Valencia.
- Tomar la fortificación del Rancho de Anzaldo, punto estratégico para llegar a San Jerónimo y San Ángel, ante la desprotección dejada por los refuerzos de Valencia.
- Ascender poco a poco por los caminos hacia el Bosque de San Jérónimo, cortando la comunicación y tapándole los flancos a Valencia.
- Retirarse del Rancho de Padierna, dejando expuestos a los comandados por Valencia para el ataque final de la madrugada del 20.
- Y la suerte. Haber encontrado un camino de cabras que les permitió escabullirse cuando estaban rodeados luego del refuerzo del General Pérez.
- Siendo Scott el comandante considerado más dotado de la época, haber leído las desavenencias y rencillas entre Santa Anna y Valencia.